# 上弦の月を喰べる獅子
『上弦の月を喰べる獅子』（じょうげんのつきをたべるしし）は、夢枕獏のSF小説、幻想小説。
1986年から1988年まで『SFマガジン』に連載され、1989年8月に早川書房から単行本が刊行された。1989年の第10回日本SF大賞、1990年の第21回星雲賞日本長編賞を受賞する。

## 内容
この世に存在するあらゆる螺旋を集める「螺旋蒐集家」である三島草平は、ある日、現実ではありえない螺旋の階段を目にしてそれを上りはじめる。また、若き日の宮沢賢治は、北上高地で巨大なオウムガイの化石を発見する。2人は時間を超えて融合してアシュヴィンとなり、異世界へ来てしまう。
アシュヴィンは兄妹であるダモンとシェラと出会い、さらに誰も見たことのない蘇迷楼（スメール）の山頂を目指すことになる。山頂でアシュヴィンは問答を繰り返し、自分が何であるかを知る。
遍路譚の中に、仏教思想とヒンドゥ的宇宙観を挿入した広大なスケールの作品。「アシュヴィン」の名もアシュヴィン双神に由来している。

## 絵画
単行本の表紙等には細密画が描かれており、この小説の題名は中身とは別にこの絵画の画題から取られた。この絵画「上弦の月を喰べる獅子」は、インド人の現代女性画家であるガンガー・デーヴィーによるもの。
この絵画の題名は、画家本人の命名ではなく、音楽バンドタージマハル旅行団の元メンバーで、現在は新潟県十日町市にあるミティラー美術館の館長を務める長谷川時夫が命名したものである。絵画の「上弦の月を喰べる獅子」は、北インドとネパールの一部の伝統絵画技法である「ミティラー画」の風景画に属するとみられる。
画家によれば、中央に居る獅子はメスで、腹中には月を呑んでいるではなく、子を宿しているのだという。これを月に言い替えたのは、命名者である長谷川が月見が好きだからという理由らしい。
この絵画も、人間の一生を動物に擬態させて描いており、ヒンドゥー教の影響が色濃い秀作である。

## 関連作品
- 上段の突きを食らう猪獅子
作者本人の筆によるセルフパロディ作品。哲学的な遍路を描いた本作の内容を、筆者の愛するプロレスなどの格闘技に置き換えたもの。こちらも星雲賞を受賞している。
- 天元突破グレンラガン
シリーズ構成の中島かずきが「螺旋」というテーマを扱うに当たり、小説版のあとがきなどで名前を挙げていた。中島は「キマイラ」の帯文を書いたり対談を行ったりと、夢枕獏とは交流がある。